# Umar Rida Kahhala
Umar Rida Kahhala (arabisch عمر رضا كحالة, DMG ʿUmar Riḍā Kaḥḥāla; geb. 1905 in Damaskus; gest. 1987 in Damaskus) war ein syrischer Historiker und Literaturwissenschaftler. Er ist als Verfasser des Muʿǧam al-muʾallifīn (معجم المؤلفين) bekannt, eines umfangreichen biographischen Lexikons arabischer Autoren (15 Bde. & Suppl.).

## Publikationen (Auswahl)
- Muʿǧam al-muʾallifīn, Damaskus (1957–1961)